# SCRAM
SCRAM, reactor trip – procedura wygaszenia łańcuchowej reakcji rozszczepienia w  reaktorze jądrowym, niekoniecznie w przypadku awarii. Polega na wsunięciu do rdzenia reaktora wszystkich prętów kontrolnych i awaryjnych. Pręty takie mają ujemną reaktywność i powodują natychmiastowe przerwanie reakcji łańcuchowej.
Wyłączenie reaktora, niezależnie od tego czy planowe czy awaryjne, polega na wprowadzeniu jego rdzenia w stan ujemnej reaktywności, przez wprowadzenie do rdzenia substancji pochłaniających neutrony. Mechanizm wprowadzania prętów zależy od rodzaju i modelu reaktora. W reaktorach wodnych ciśnieniowych (PWR, WWER), pręty wprowadzane są od góry rdzenia za pomocą silników elektrycznych lub siłowników hydraulicznych (mogą być stosowane obie metody). Dodatkową prędkość prętom nadają silne sprężyny. W sytuacjach awaryjnych, np. braku prądu, pręty opadają samoczynnie pod wpływem grawitacji, gdyż są utrzymywane ponad rdzeniem za pomocą elektromagnesów.
W niektórych reaktorach wodnych wrzących (BWR) pręty wsuwane są od spodu, hydraulicznie bez potrzeby zasilania elektrycznego, z uwagi na osuszacz pary znajdującą się nad zbiornikiem rdzenia.
W reaktorach PWR/WWER od momentu zwolnienia prętów do wygaszenia reakcji łańcuchowej i osiągnięcia przez reaktor mocy generowanej wyłącznie przez ciepło powyłączeniowe mija 1,5-2 sekundy. W reaktorach typu BWR, czy CANDU, 3-4 sekundy. W reaktorach RBMK sprzed katastrofy czarnobylskiej, 10-15 sekund.
W przypadkach awaryjnych operatorzy reaktora mogą wstrzyknąć do chłodziwa reaktora lekkowodnego płynne pochłaniacze neutronów, zwykle kwas borowy, azotek gadolinu, czy boraks. Substancje te dostają się wraz z chłodziwem bezpośrednio do rdzenia i tam obniżają szybkość reakcji łańcuchowej, pochłaniając neutrony. W reaktorach PWR woda magazynowana w aktywnym i pasywnym awaryjnym układzie chłodzenia zawiera już takie substancje. W nowych modelach reaktorów BWR roztwory substancji absorbujących neutrony są wstrzykiwane do rdzenia za pomocą sprężonego azotu.
SCRAM używa się również podczas planowych wyłączeń reaktorów. Daje ona największą pewność, że reaktor pozostanie wyłączony w każdych okolicznościach, a pręty nie zostaną przypadkowo wyciągnięte z rdzenia.

## SCRAM a moc reaktora
W przypadku reaktorów dużej mocy, jak przemysłowe reaktory w elektrowniach jądrowych, przeprowadzenie SCRAM nie oznacza natychmiastowego schłodzenia reaktora. Po przerwaniu zrzutu prętów moc cieplna reaktora gwałtownie spada, do ok. 6-7% nominalnej mocy cieplnej. Ponieważ reaktory w siłowniach jądrowych mają moc cieplną do 1600 megawatów (do 1600 MW), zaraz po wyłączeniu (1-2 sekundy) ich rdzenie nadal emitują dziesiątki MW energii cieplnej. Dlatego też reaktory takie trzeba chłodzić jeszcze przez wiele miesięcy od wyłączenia.
W trakcie normalnej pracy chłodzenie takie zapewnia układ chłodzenia reaktora. W przypadku awarii, układ awaryjnego chłodzenia reaktora (UACR). Przykładem konsekwencji przerwania działania UACR po wykonaniu SCRAM (w wyniku awarii bizantyjskiej spowodowanej trzęsieniem ziemi i tsunami) jest awaria elektrowni jądrowej Fukushima I.

## Etymologia
Angielskie potoczne słowo scram (zwiewać, zmykać, zwykle stosowane w formie rozkazującej „Scram!” –  „Spadaj!”) zostało prawdopodobnie pierwszy raz użyte na określenie awaryjnego wyłączenia reaktora przez Volneya Wilsona podczas eksperymentów z pierwszym na świecie reaktorem jądrowym Chicago Pile-1. Nazwał on pokryte kadmową folią pręty bezpieczeństwa scram rods a reaktor po wrzuceniu weń tych prętów nazywał scrammed. Żartobliwy akronim mający uzasadniać tę nazwę Safety Control (lub Cut) Rod Axe Man prawdopodobnie powstał dużo później. Według niektórych źródeł miał on być przezwiskiem Normana Hilberry'ego, człowieka który podczas pierwszego uruchomienia reaktora stał z toporkiem gotów do przecięcia liny, na której wisiały pręty awaryjne. Sam Hilberry twierdzi jednak, że to wyjaśnienie nazwy pierwszy raz usłyszał wiele lat później.